# NGC 2906
NGC 2906 (другие обозначения — UGC 5081, MCG 2-25-1, ZWG 63.1, IRAS09294+0839, PGC 27074) — спиральная галактика (Sc) в созвездии Льва. Открыта Уильямом Гершелем в 1785 году.
NGC 2906 — типичная галактика с идущим звездообразованием, расположенная относительно близко — в 30 мегапарсеках от нас. Эмиссия в линии H-альфа в центре галактики заметно ослаблена поглощением света. В галактике вспыхнула сверхновая SN 2005ip типа IIn, её пиковая видимая звездная величина составила 15,5. Её особенность состояла в большом потоке инфракрасного излучения, которое было связано с наличием пыли.
Этот объект входит в число перечисленных в оригинальной редакции «Нового общего каталога».